# Catherine Solano
Catherine Solano est une médecin et sexologue française,. Elle a écrit des ouvrages sur la sexualité et la santé. Elle est journaliste radio à Radio France Internationale (RFI) dans l'émission Priorité Santé. 
Elle est également enseignante en Sexologie à l'Université catholique de Louvain.